# Моденський кафедральний собор
Моденський кафедральний собор або Моденський дуомо (італ. Duomo di Modena) — кафедральний собор у місті Модена (Емілія-Романья, Італія) на честь Внебовзяття Пресвятої Діви Марії та покровителя міста святому Гемініану. Собор розташований у центрі міста, на площі П'яцца-Ґранде. Центральний собор архієпархії Модена-Нонантола. Разом із вежею Торре-Чівіко і всією площею П'яцца-Ґранде включений до списку об'єктів Світової спадщини ЮНЕСКО.
Шедевр романського стилю, створений архітектором Ланфранко на місці поховання святого Гемініана. Мощі святого знаходяться в крипті собору.

## Історія

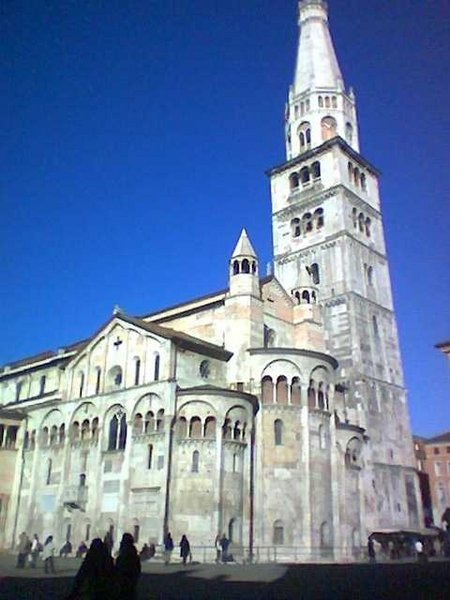

В V–VII ст. квітуча римська колонія Мутіна прийшла в повний занепад через постійні вторгнення та пограбування, землетруси та затоплення. Жителі залишили місто і переселились в місцевість, яка називається Чіттанова і зараз є частиною Модени. Незважаючи на це, єпископ не залишив головну церкву міста, де зберігалося тіло покповителя міста Святого Джемініано або Гедеміна. Поступово жителі почали повертатися і поселятися навколо церкви, що з часом перетворилося і досі є центром Модени.
На місці нинішнього собору вже в V столітті розташовувався храм, але будівництво сучасного собору почалося 1099 року. 12 липня 1184 року Луцій III освятив собор.

## Опис
Довжина храму становить 85 м, ширина 32 м, висота фасаду — також 32 м. Собор побудовано в романському стилі, хоча зовнішній вигляд фасаду будівлі являє собою змішання різних архітектурних стилів.
До списку Всесвітньої спадщини собор включено 1997 року.

### Крипта
Крипта Собору являє собою практично окрему підземну церкву, куди потрапляється через кілька сходинок з центральної нави. За винятком часткової модифікації саркофагу в 1700 році, залишилася незмінною від свого спорудження в 1099–1106 роках архітектором Ланфранком.

### Особливі події
8 вересня 2007 року в Соборі відбулися похорони знаменитого тенора, уродженця і жителя Модени Лучано Паваротті.
З 6 по 8 вересня близько 50 000 осіб попрощалися з тілом співака, розміщеним у відкритій труні. Під час похоронної служби, що транслювалася в усьому світі, були зачитані слова співчуття від папи Бенедикта XVI. Супроводжували прощання міський хор Модени, сопрано Райна Кабайванська, флейтист Андреа Ґрімінеллі та співак Андреа Бочеллі.